# 東大阪市立若江中学校
東大阪市立若江中学校（ひがしおおさかしりつ わかえちゅうがっこう）は、大阪府東大阪市若江南町五丁目にある公立中学校。

## 通学区域
- 東大阪市立玉美小学校と東大阪市立若江小学校の通学区域。

## 交通
- 近鉄奈良線 若江岩田駅 南西へ約1.8km。